# Família Agassiz
La família Agassiz és una família d'origen suís, provinents de la petita vila d'Agiez, a prop de llac de Neuchâtel. La família ha donat personalitats de relleu en diversos camps, com ara els científics Louis i Alexander Agassiz, així com el fundador de l'empresa de rellotges Longines, Auguste Agassiz.